# Жигули (Ставропольский район)
Жигули — село в Ставропольском районе Самарской области России. Административный центр одноимённого сельского поселения.

## Название
Название селу дано по фамилии одного из первых жителей — Семёна Григорьевича Жегуля, выходца из Великого Устюга.

## История
Село основано в 1660 году. Относилось к Усольской вотчине Савво-Сторожевого монастыря до 1701 года. При селе было 1624 десятины пахотной земли и 577 десятин сенокоса.
В 1768 году село вошло в состав имения графа И. Г. Орлова. Являлось волостным селом.
В 1780 году, при создании Симбирского наместничества, село Жегулиха, помещиковых крестьян, вошло в состав Самарского уезда. В 1796—1851 годах село входило в состав Симбирского уезда Симбирской губернии, с 1851 года — в состав Сызранского уезда Симбирской губернии.

В 1840 году была открыта сельская школа. 

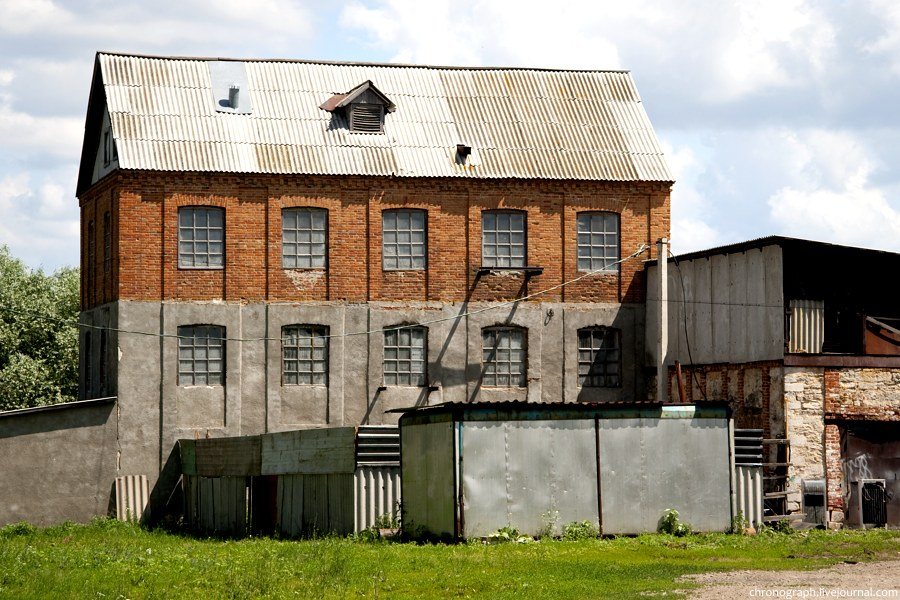
Здание паровой мельницы

В 1859 году село Жегули входило в 1-й стан Сызранского уезда Симбирской губернии, в котором была церковь.
В 1865 году прихожанами был построен новый деревянный храм (Вознесенская церковь). Престолов в нём два: главный в честь Вознесения Господня и в приделе во имя свв. бессребреников Космы и Демьяна. В 1881 году при ней появилась благочинненская библиотека. Кроме православных в селе насчитывалось полторы сотни раскольников.
Имелись аптека, две паровых, одна ветряная мельница, 4 бакалейных лавки, ровяной склад. В селе размещался Жигулевский хутор Жигулёвско-Приволжского имения Орловых-Давыдовых со штатом в 47 человек и Главная контора по управлению имением и делами. Имение специализировалось на торговле лесов, разведении племенных лошадей, зерновом хозяйстве.
В 1917 году имение было национализировано, 9900 га пахотных и луговых участков перешли в ведение Сызранского уездного земельного комитета.

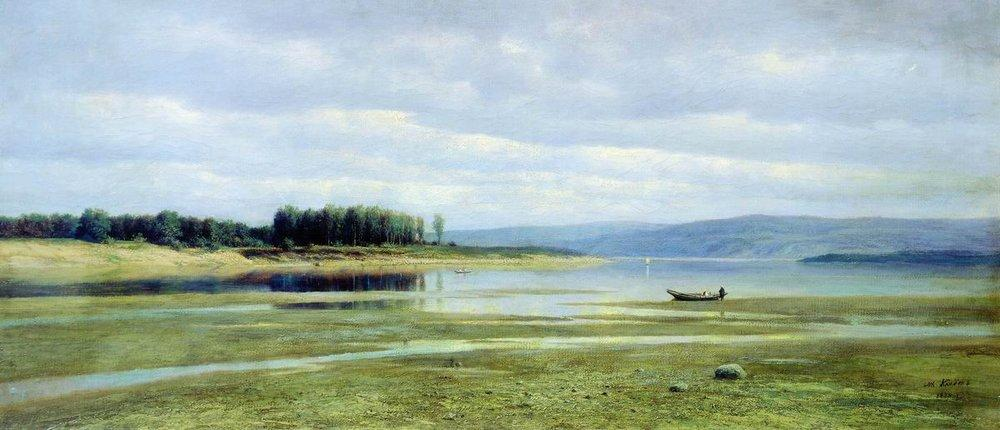
Михаил Константинович Клодт (1832—1902) «Волга у Жигулей».

В феврале 1918 года в селе была установлена советская власть.
В 1925 году в селе появилось сельскохозяйственное кооперативное объединение «Замонастырское», которому были переданы участки, ранее принадлежавшие симбирскому Покровскому монастырю.
В 1928 году село перешло в состав Жигулёвского сельсовета Самарского уезда Самарской губернии.
В 1929 году село вошло в состав Ставропольского района Средне-Волжского края.
В 1929 образован животноводческий совхоз «Жигулёвский» Свиноводтреста, а в 1930 — колхоз «Красные Жигули». К 1932 году колхоз располагал 1200 га посевных площадей, 146 лошадьми, 466 коровами, 4560 свиньями, 6 тракторами и автомобилем.
В 1930—1935 годах в селе также действовал Жигулевский опытно-показательный леспромхоз.
С 1937 года село относится к Молотовскому району Куйбышевской области.
С 1941 года село вошло в состав Сосново-Солонецкого района Куйбышевской области.
С 1960 года входит в состав Жигулёвского района Куйбышевской области.
С 1963 года в составе Ставропольского района Куйбышевской области (с 1991 года — Самарской области.)
В 1963 году в Жигулях располагалась станция гражданского флота, имелись восьмилетняя школа, врачебный участок, клуб, библиотека, два магазина Ставропольского райпотребсоюза. Насчитывалось 480 крестьянских дворов.
В 2006 году было создано сельское поселение Жигули.

## Население
| 389 | 1677 | 2017 | 2470 |

| 2010 |
| ---- |
| 1588 |

## Известные уроженцы
- Костин, Михаил Николаевич — Герой Социалистического Труда[7].

## Достопримечательности

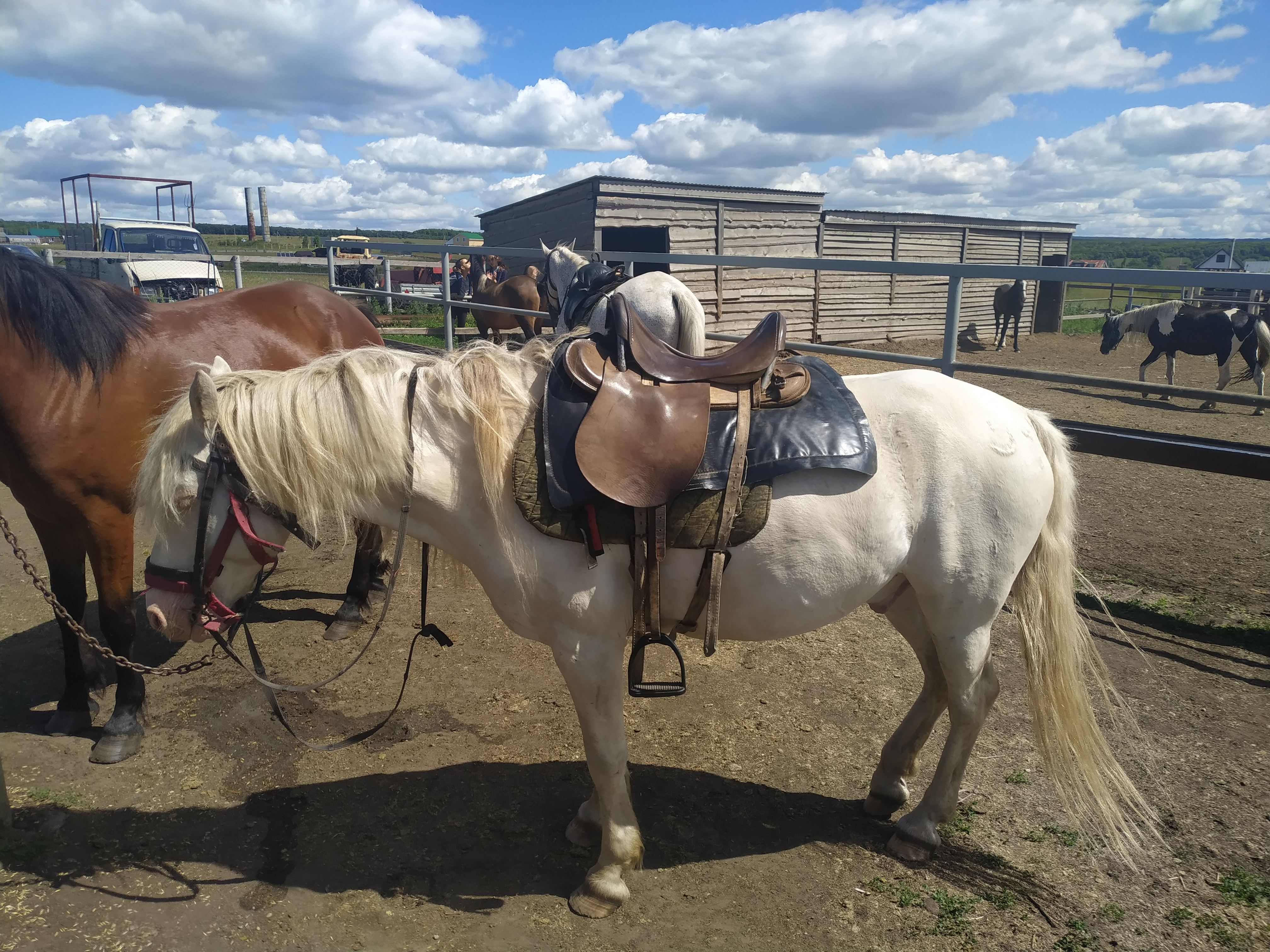
Клуб конного туризма

- В селе сохранились усадебные постройки. Конюшня находится в руинах, а вот главный дом ныне служит больницей. Также уцелела паровая мельница[2].
- К северу от Жигулей находится Усинский курган (иначе — гора Лепёшка). Это самая крайняя вершина Жигулёвских гор, которые тянутся далее на восток. Усинский курган некогда был наблюдательным пунктом разбойников, позже — государственных сторожек. В 18 веке здесь существовал монастырь. Имеются следы построек[2].
- Рядом с Лепёшкой расположен Молодецкий курган (242 метра). Он является местом проведения соревнований по альпинизму и бардовского фестиваля. С Лепёшки и Молодецкого кургана открываются потрясающие виды на Жигулёвское море[2].
- В селе Жигули начинаются несколько конных туристических маршрутов, проходящих по Самарской Луке, проводимых местным клубом конного туризма, в том числе «Жигулёвский лабиринт», организованный совместно с национальным парком «Самарская Лука», и завоевавший в 2015 году гран-при всероссийской туристской премии «Маршрут года» в номинации «Лучший спортивный маршрут»[8].

## Галерея

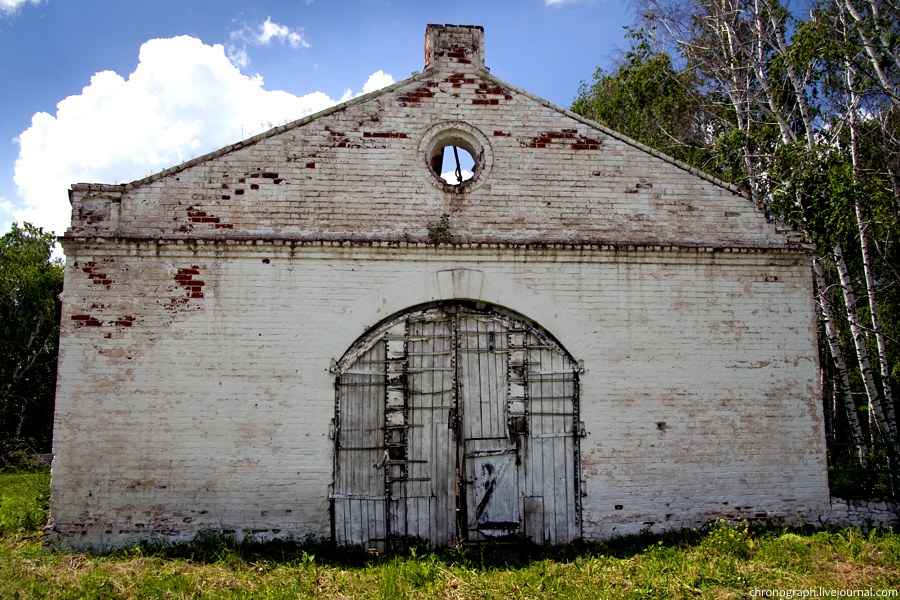
Заброшенное здание конюшен
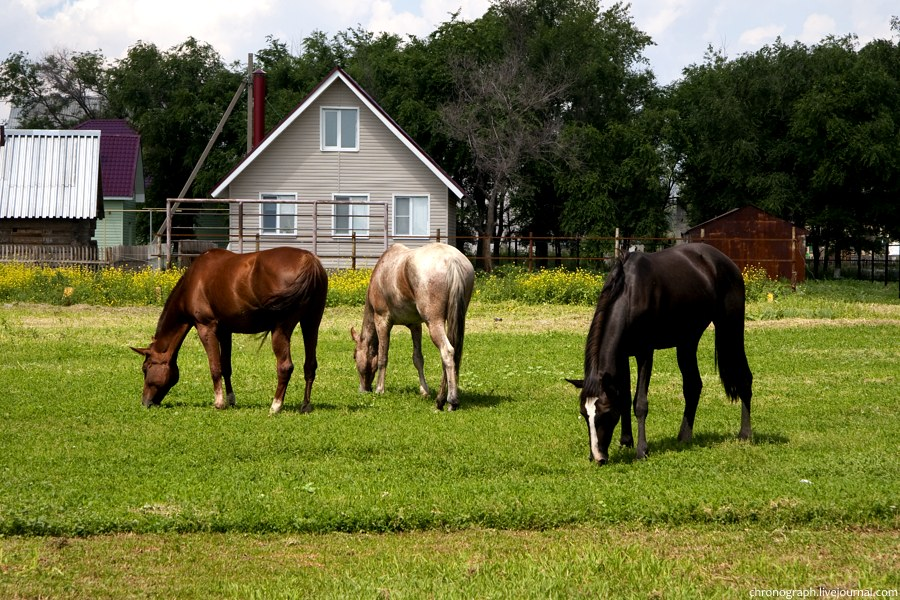
Кони
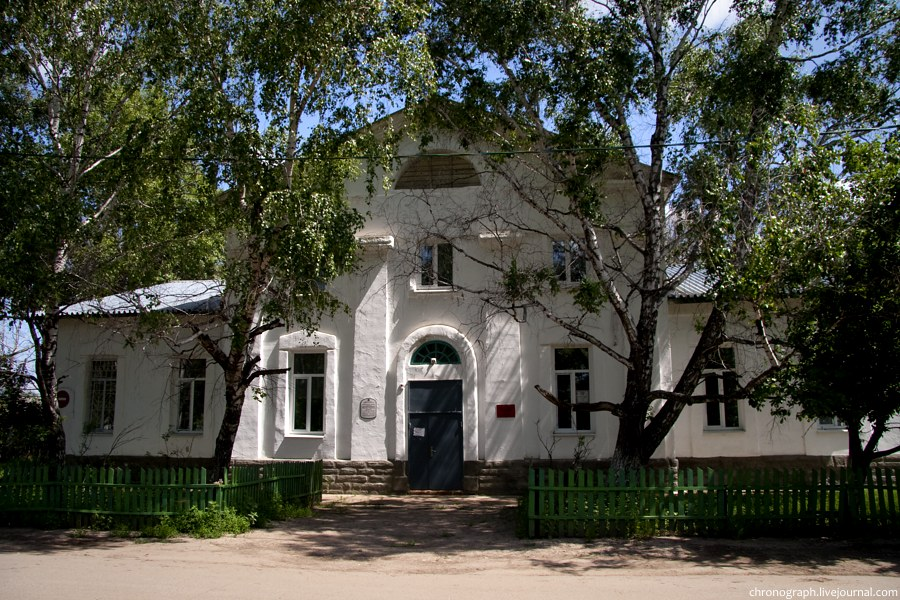
Бывшая усадьба управляющего имением (ныне больница)
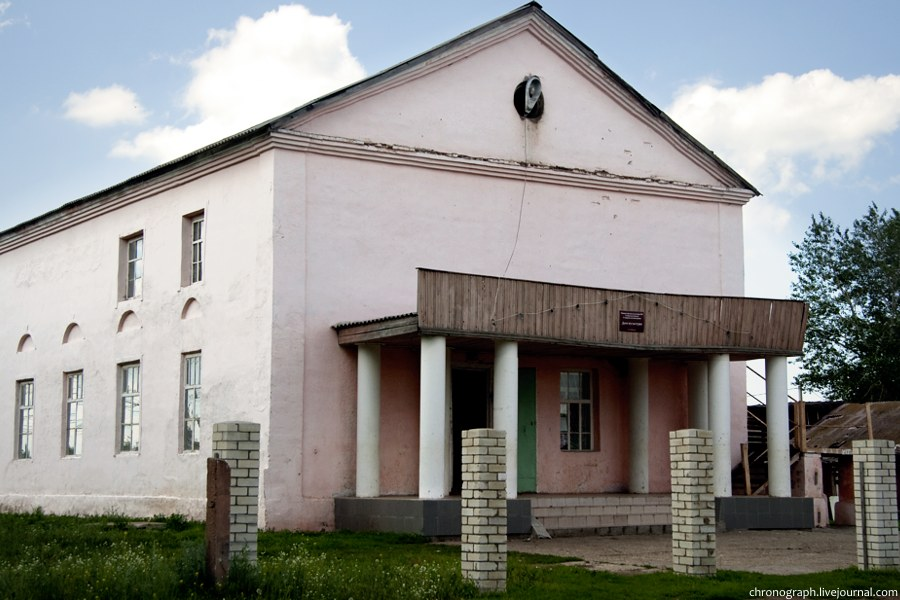
Сельский клуб в здании дореволюционной постройки
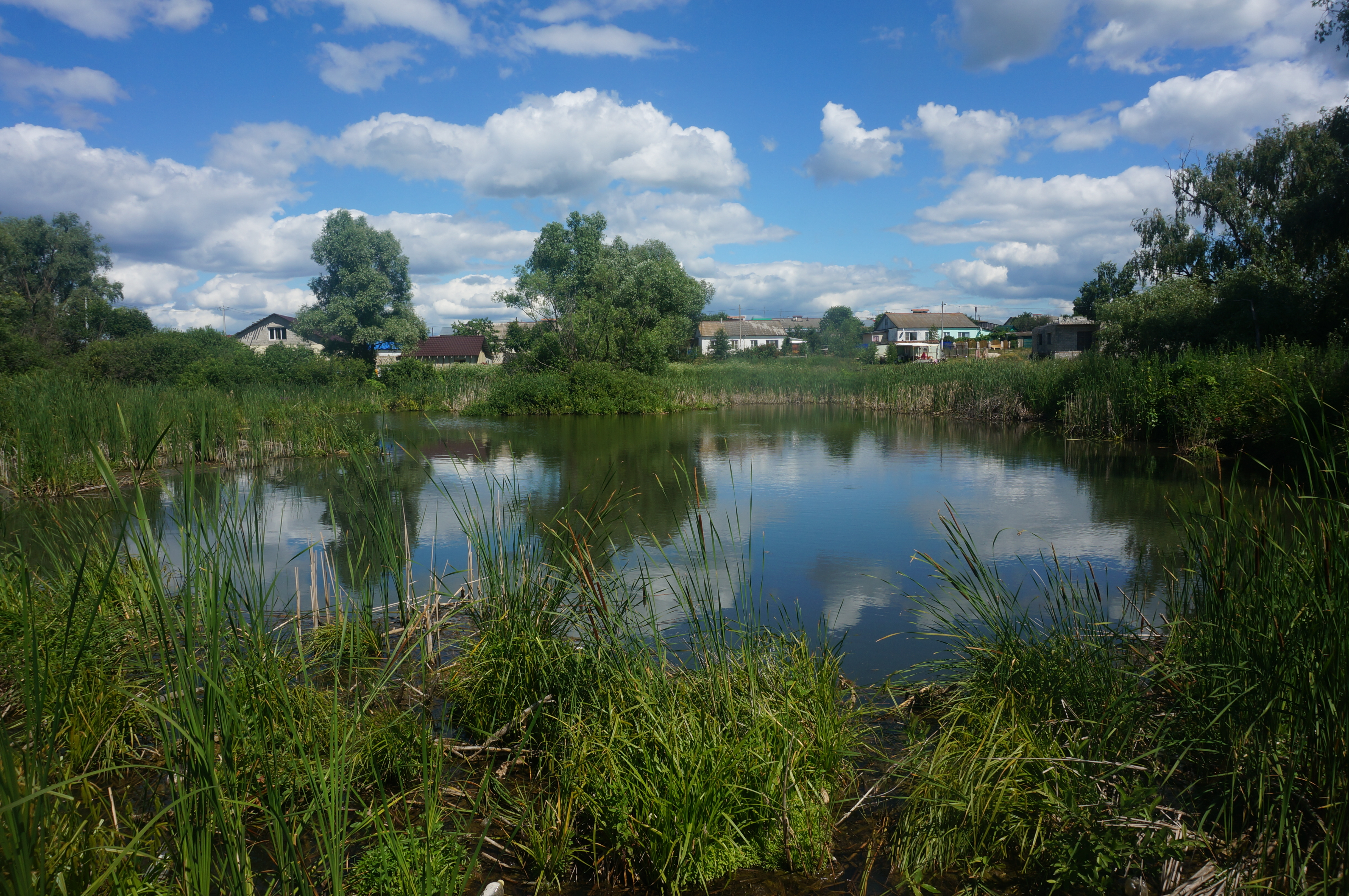
Сельский пруд
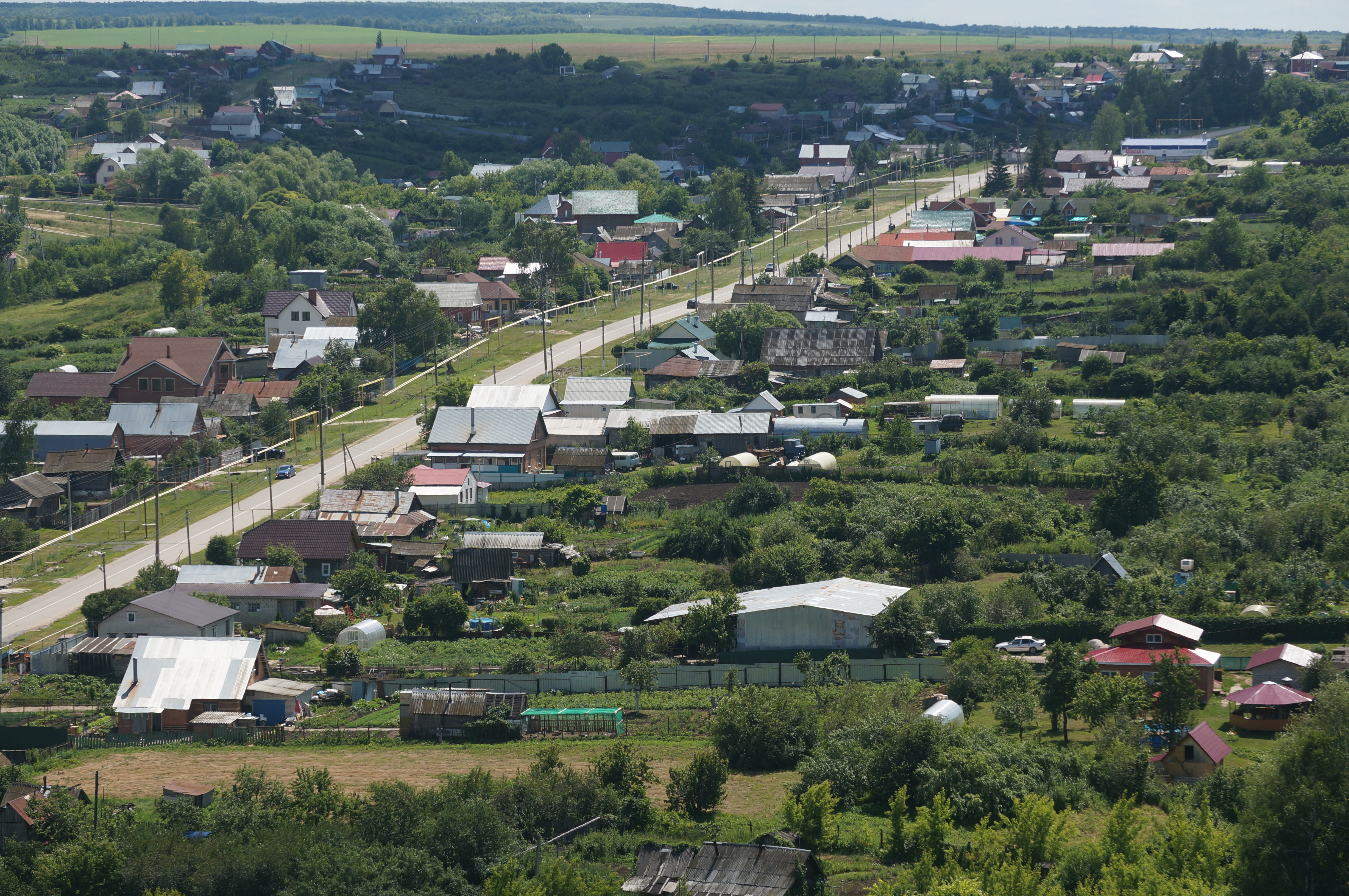
Вид на село